# Dong Xian
Dong Xian (董賢) (environ 23 à 1 avt J.C.) était un homme politique de la dynastie Han qui est rapidement passé d'un statut de petit fonctionnaire à celui de fonctionnaire le plus puissant de l'administration impériale de l'empereur Ai en l'espace de quelques années, grâce à l'intérêt et la confiance totale de l'empereur.
La plupart des spécialistes s'accordent à dire que la progression rapide de la carrière de Dong est principalement due à sa relation personnelle avec l'empereur Ai, très probablement  de nature romantique et sexuelle, plutôt qu'à une démonstration de ses capacités. Les deux hommes étaient mariés à des femmes, mais l'empereur Ai était sans enfant et « par nature, [...] ne se souciait pas des femmes ». Il était alors généralement admis que la plupart des empereurs ait pris des amants masculins et c'était le cas des 10 empereurs précédents.
Un terme idiomatique pour l'homosexualité en chinois est duanxiu zhi pi (斷袖之癖, littéralement, « la passion de la manche coupée »), dérivé d'un épisode impliquant Dong et l'empereur Ai. Ils dormaient souvent ensemble sur la même natte de paille. Un après-midi, après que l'empereur Ai se fut réveillé d'une sieste, Dong dormait encore et la manche de l'empereur Ai était coincée sous la tête de Dong. Plutôt que de réveiller Dong, l'empereur Ai a coupé sa manche pour permettre à Dong de continuer à dormir sans être dérangé. Dong Xian est représenté dans le Wu Shuang Pu (無雙譜, Table des héros sans égal) de Jin Guliang.

## Début de carrière
On ne sait pas quand Dong est devenu un fonctionnaire de la cour, mais on sait qu'au début du règne de l'empereur Ai (qui a duré de 7 à 1 avt J.C.), Dong était un secrétaire impérial mineur (郎, lang ), et qu'il était un collègue du célèbre érudit confucéen Yang Xiong, dont le nom est devenu posthume.
En 4 avant J.C., quand il rencontré l'empereur Ai à l'âge de 19 ans, il était un intendant impérial (侍中, shizhong ) et le directeur des opérations équines impériales (駙馬都尉), fuma duwei . (Dans les dynasties ultérieures, ce titre est devenu celui des maris des princesses. Ce n'était pas le cas pendant la dynastie Han, et il est, en tout cas, clair que Dong n'a pas épousé une princesse.) La position de son père, historien au tribunal, lui a permis de devenir le secrétaire privé du prince héritier et d'attirer ainsi l'attention de l'empereur Ai. Sa relation avec l'empereur Ai lui permettrait d'augmenter soudainement son pouvoir et son prestige.

## Relation avec l'empereur Ai et ascension rapide vers une grande puissance
Vers 4 avant notre ère, Dong était alors devenu le favori de l'empereur Ai. On raconte que chaque fois que l'empereur Ai se rendait à l'extérieur du palais, Dong l'accompagnait, et qu'une fois de retour au palais, il s'occupait de l'empereur. L'empereur Ai le récompensait avec de grosses sommes d'argent. L'épouse de Dong a reçu la autorisation sans précédent d'entrer et de sortir du palais comme elle le souhaitait, et elle s'est installée avec Dong à l'intérieur du palais. L'empereur Ai a également fait de la sœur de Dong une épouse impériale (avec le titre prestigieux de zhaoyi (昭儀)), classée juste en dessous de son épouse l'impératrice Fu. Les trois membres de la famille Dong passaient ainsi jour et nuit près de l'empereur. Le père de Dong, Dong Gong (董恭), fut nommé ministre des approvisionnements du palais et créé marquis par intérim (關內侯).
L'empereur Ai a ensuite ordonné à l'architecte impérial de construire une résidence luxueuse pour Dong juste à l'extérieur du palais impérial principal, le palais Weiyang. La résidence était décrite comme si spacieuse qu'elle ressemblait à un palais impérial. L'empereur Ai a également offert à Dong les meilleures armes et les bijoux les plus précieux du trésor impérial - à tel point que ce que Dong utilisait était encore plus précieux que ce que l'empereur Ai utilisait personnellement. En outre, des outils funéraires impériaux ont été pré-attribués à Dong en vue de son éventuelle sépulture, et la future tombe de Dong a été construite juste à côté de la tombe de l'empereur Ai.
En 3 avant J.C., l'empereur Ai a eu l'intention de créer Dong un marquis, mais ne trouvait pas aucune excuse valable pour le faire. À la suggestion d'un membre du clan de sa grand-mère nommé Fu Jia (傅嘉), un plan fut élaboré. En 4 avant J.C., les informateurs Xifu Gong (息夫躬) et Sun Chong (孫寵) avaient, par l'intermédiaire de l'eunuque Song Hong (宋弘), rapporté que Liu Yun (劉雲), le prince de Dongping, avait recours à la sorcellerie ; en conséquence, le prince Yun fut rétrogradé au statut de roturier et se suicida. L'empereur Ai annonça que le complot avait été rapporté par Dong, et non par Song, puis créa ensuite les marquis par intérim de Dong, Xifu et Sun. Plus tard dans l'année, malgré l'objection du Premier ministre Wang Jia, l'empereur Ai les nomma tous les trois marquis.
Un bon nombre de fonctionnaires ont tenté de limiter le pouvoir de Dong en suppliant l'empereur Ai de ne pas trop le récompenser, et ils en ont souffert. Rien n'indique que Dong était à l'origine de la punition de ces fonctionnaires ; il semble plutôt que l'empereur Ai ait été personnellement offensé que ces fonctionnaires aient attaqué son amant et les ait donc punis pour cela. Les fonctionnaires étaient :
- Zheng Chong (鄭 崇), le secrétaire général du palais, qui a été arrêté et qui est mort en prison en 3 avant J.C. ; Le gouverneur de la province capitale, Sun Bao (孫寶), qui a tenté de faire libérer Zheng, a lui-même été démis de ses fonctions.
- Wujiang Long (毋將隆), le chef de la sécurité de la capitale de Chang'an, qui a refusé de transférer les armes à Dong et a été rétrogradé au poste de chef de la sécurité de la commanderie de Pei.
- Wang Jia (王嘉), le Premier ministre, qui a plusieurs fois tenté d'empêcher Dong d'être créé marquis et d'être promu ; il a été emprisonné et s'est suicidé dans la prison en 2 avant J.C. ; Le propre oncle de l'empereur Ai, Ding Ming (丁明), le commandant des forces armées, qui était ami avec Wang et pleurait sa mort, a été relevé de son poste et a repris sa marche.

Cependant, Wang Hong (王閎), un intendant impérial et petit-neveu de la grande impératrice douairière Wang Zhengjun, la grand-mère par alliance de l'empereur Ai, qui a également fait des demandes similaires à l'empereur Ai, n'a pas été puni (parce que l'empereur Ai a été impressionné par sa bravoure), mais n'a pas non plus été écouté
À la fin de l'an 2 avant J.C., après le successeur de Ding Wei Shang (韋尚) soit mort de maladie, l'empereur Ai fit de Dong, âgé de 22 ans, le commandant des forces armées (大司馬, da sima ) - l'une des Trois Excellences, avec le premier ministre (大司徒, da situ ) et le premier examinateur (大司空, da sikong ) - et le chef de la sécurité de la capitale. L'édit disait :
Le ciel vous a donné pour être l'assistant de [la] dynastie Han. Je connais votre fidélité, et j'espère que vous saurez guider les grandes affaires de l'empire et suivre ce qui est bon.
Le libellé de l'édit suivait la formulation présumée de l'empereur Yao lorsqu'il avait transmis son trône à l'empereur Shun, et a grandement surpris et choqué tous ceux qui l'ont lu.
Malgré son ascension à un si grand poste, Dong a continué à accompagner l'empereur Ai à tout moment dans le palais, ne s'occupant pas des affaires importantes que son poste aurait dû lui imposer. Au même moment, son père Dong Gong fut promu à un poste honorifique tandis que son jeune frère Dong Kuanxin (董寬信) fut nommé directeur des opérations équines impériales, succédant à Dong Xian. De nombreux membres du clan Dong ont été nommés intendants impériaux ou vice-ministres.

## Sa mort
À l'été 1 avant J.C., l'empereur Ai mourut subitement à l'âge de 22 ans sans héritier des suites de sa maladie chronique et son décret annonçait Dong comme héritier et successeur. Dong Xian, en tant que commandant des forces armées, était le fonctionnaire le plus puissant de la cour, mais il était paralysé par cet événement soudain. La grande impératrice douairière Wang a pris alors des mesures décisives : elle s'est rendue au palais de Weiyang et s'est emparée du sceau impérial. Elle a ensuite convoqué Dong, qui a été pris par surprise et a été incapable d'agir. La grande impératrice douairière Wang a également rappelé son neveu Wang Mang au palais et a transféré le commandement de la garde impériale de Dong à Wang.
Wang Mang a alors ordonné au secrétaire du palais de publier un article de mise en accusation contre Dong, accusant ce dernier de ne pas s'être occupé de l'empereur Ai lorsqu'il était malade. Dong s'est vu interdire l'accès au palais et a été relevé de ses fonctions le lendemain. Cette nuit-là, lui et sa femme se sont suicidés et ont été enterrés rapidement. Wang Mang l'a exhumé pour s'assurer qu'il était bien mort, puis l'a fait enterrer à nouveau dans une prison. L'ensemble du clan Dong a été exilé à Hepu (合浦, dans le Zhanjiang moderne, Guangdong) et leurs biens ont été confisqués au profit du trésor impérial.

## Œuvres à leur effigie
- Les auteurs des dynasties Ming et Qing avaient pris l'habitude d'intituler leurs histoires homo-érotiques Records of the Cut Sleeve[4]
- Chen Hongshou (1598-1652), peintre chinois de la fin de la dynastie Ming, fit une représentation du couple en 1651
- La nouvelle "Cut Sleeve" (黄九郎) de Pu Songling publiée en 1740 dans Strange Stories from a Chinese Studio (tome 3) est une romance homosexuelle basée sur l'épisode de la manche coupée
- Le Podcast "History is gay" vend des coloriages à leur image